# Hardoi
Hardoi là một thành phố và là nơi đặt ban đô thị (municipal board) của quận Hardoi thuộc bang Uttar Pradesh, Ấn Độ.

## Địa lý
Hardoi có vị trí 27°25′B 80°07′Đ / 27,42°B 80,12°Đ Nó có độ cao trung bình là 134 mét (439 feet).

## Nhân khẩu
Theo điều tra dân số năm 2001 của Ấn Độ, Hardoi có dân số 112.474 người. Phái nam chiếm 53% tổng số dân và phái nữ chiếm 47%. Hardoi có tỷ lệ 73% biết đọc biết viết, cao hơn tỷ lệ trung bình toàn quốc là 59,5%: tỷ lệ cho phái nam là 77%, và tỷ lệ cho phái nữ là 68%. Tại Hardoi, 13% dân số nhỏ hơn 6 tuổi.